# Alexandre Tarta
Alexandre Tarta, né le 1er juin 1928 à Moscou et mort le 16 mars 2023 à Sèvres,, est un réalisateur français de télévision.

## Biographie
Aux côtés de Pierre Tchernia, Pierre Cardinal, Claude Sautet et Jean-Pierre Gredy, Alexandre Tarta appartient à la IVe promotion de l'Institut des hautes études cinématographiques (IDHEC). 
En 1951, après un court passage comme assistant au cinéma, il rejoint, sur les conseils de Pierre Tchernia, la télévision. 
Alexandre Tarta fait partie des pionniers de la télévision, tout comme René Lucot, Pierre Badel, Claude Loursais ou Pierre Tchernia.
Jusqu'en 1954, il réalise principalement des reportages et des émissions de jeux. 
À partir de 1955, il se lance dans l'application des techniques nouvelles permettant d'émettre en direct depuis partout (un sous-marin, L'Aiguille du Midi, le porte-avions Le Clemenceau ou Le France). Ainsi c'est à lui que l'on confie, en 1967, la réalisation de la toute première émission en couleur de l'ORTF. 
En 1956, Alexandre Tarta connaît un moment embarrassant, pendant l'émission KMX Labrador, Daniel Gélin, interprète masculin principal, a un trou de mémoire et demande la brochure devant la France entière.
En 1960, il est le premier réalisateur de Scopitones et de 1960 à 1962. Il en réalise au total 118 d'affilée,,,. 
En 1965, il réalise une émission depuis un ballon libre, une première mondiale.
Alexandre Tarta est responsable, pour la télévision européenne, des lancements d'Apollo 14 et Apollo 15, en 1971 et d'Apollo 16 en 1972.
Au milieu des années 1980, Alexandre Tarta s'intéresse à la captation et à la retransmission de pièces de théâtre. Il revient, avec les années 1980, aux émissions de jeux et de variétés. 

### Famille
Alexandre Tarta est le père de la chanteuse et comédienne Véronique Rivière née en 1959.

### En direct des quatre coins du monde
Entre 1952 et 1954, Alexandre Tarta réalise une émission produite par Pierre Grimblat, La valse du monde. Elle va permettre aux français de découvrir l'Europe naissante par des sujets  sur la Hollande, l'Italie, le Danemark, la Suisse, la Belgique, la Grèce. Dans la même période 1954, il réalise les premières liaisons télévisées à longue distance, presque impensable pour l'époque. 
En 1955, il réalise un des tout premiers magazines d'actualité, conçu par Pierre Desgraupes et Pierre Dumayet : Hommes et femmes d'aujourd'hui, avec Nicole Vedrès et Jean-Marie Drot.
Alexandre Tarta réalise une de ses interviews les plus importantes avec Martin Luther King, dans les années 1960.
Les années 1960 ont marqué de manière importante sa carrière. Il réalise 12 films pour Cinq colonnes à la une parmi lesquels, la grande marche entre Harlem et Washington[pas clair]. Parallèlement, il réalise des entretiens avec des personnalités. C'était l'époque de la famille de l'ORTF, Tony Daval, Alphonse Dhroy, Jacques Sallebert et Alexandre Tarta étaient à la fois collègues et complices.

### Un téléaste du monde du spectacle
Réalisateur de direct, Alexandre Tarta est aussi un homme de variétés.
Ses premières réalisations, dans les années 1950, sont principalement des spectacles et des jeux. Notons Cabaret sur les spectacles parisiens (1952), Pièces à conviction,  Les Deux Orphelines interprété par la troupe foraine et familiale Rolla Cordiaux (1953),  Mages et magiciens réalisé avec Pierre Desgraupes, une chorégraphie de Maurice Béjart ou ces 25 36 chandelles qu'il réalisera.
En décembre 1955, il réalise Les invités de la Saint-Sylvestre, une rencontre dansée et chantée dans les rues de Paris pour fêter la fin de l'année. La même année, il réalise également Prix d'excellence, une émission de jeux tournée dans les collèges et lycées. L'année suivante, il réalisera KMX Labrador, une pièce de Jacques Deval diffusée en direct, dans laquelle Daniel Gélin fait ses débuts de comédien pour la télévision.
Dans les années 1970, Alexandre Tarta transpose beaucoup de mises en scène théâtrales. On lui doit (entre autres) les captations de : Timon d'Athènes de Peter Brook, La Cantatrice chauve de Jean Le Poulain, Le Soulier de satin de Paul Claudel, L'Exil d'Henry de Montherlant, Questions de géographie de Marcel Maréchal, Le Saperleau de Gildas Bourdet, etc.
Les réalisations théâtrales d'Alexandre Tarta tentent de recomposer le plus fidèlement possible le spectacle. Pour respecter les intentions du metteur en scène, il travaille ses adaptations avec un rythme cinématographique en choisissant des séquences, des échelles de plans et en écrivant un storyboard.

## Filmographie

### Émissions en direct
- 1951 : Entre les lignes
- 1952 : Prenez dates
- 1953 : Cabaret
- 1953 : La Valse du monde
- 1954 : Pièces à conviction
- 1955 : Mages et Magiciens
- 1955 : Trente-six chandelles
- 1955 : La Régie Renault, Visite aux égouts de Paris, Visite à un poste frontière
- 1955 : Les Invités de la Saint-Sylvestre
- 1955 : Hommes et femmes d'aujourd'hui
- 1955 : Prix d'excellence
- 1955 : En direct à..., Visite à...
- 1956 : En direct de Londres
- 1956 : Rendez-vous à Piccadilly
- 1957 : La Fayette
- 1958 : Opération Andromède
- 1960 : Le Porte-avions du Clemenceau
- 1961 : Le France
- 1961 : Reportages de Moscou
- 1963 : Prix du meilleur Scopitone (Mme Davis-Boyer membre du jury)
- 1963 : En direct de l'Aiguille du Midi Merit Award 1963 Guild of Television Producers and Directors London
- 1964 : L'Île flottante du commandant Cousteau
- 1967 : Arc en Ciel, Prix Ondas 1968
- 1969 : Entre hier et demain
- 1969 : Joseph Kessel témoin parmi les hommes
- 1970 : Le Cabaret de l'histoire
- 1975 : Bouvard en Liberté
- 1976 : Questions sans visage
- 1981 : Les Gens d'ici
- 1983 : La Vie en face
- 1983-1984 : Édition spéciale
- 1984 : Questions à domicile

### Captations théâtrales
- 1953 : Les Deux Orphelines, par la troupe foraine et familiale Rolla Cordiaux
- 1956 : KMX Labrador, Jacques Deval
- 1975 : Timon d'Athènes, de Shakespeare, Peter Brook
- 1977 : Comment ne pas mourir d'Euripide
- 1980 : Le Marchand de Venise de Shakespeare
- 1980 : La Cantatrice chauve de Ionesco
- 1981 : L'Exil de Montherlant
- 1982 : Le Soulier de satin, de Paul Claudel, avec Jean-Louis Barrault
- 1982 : Oh les beaux jours de Samuel Beckett
- 1982 : Britannicus , de Jean Racine
- 1982 : Questions de géographie, Marcel Maréchal
- 1982 : Le saperleau, Gildas Bourdet
- 1982 : Cher menteur, de Jérôme Kilty, version française de Jean Cocteau
- 1990 : Lorenzaccio, d'Alfred de Musset
- 1992 : Roméo et Juliette, ballet d'Angelin Preljocaj, Prix Alta Bergame 1993
- 1992 : Le Lac des Cygnes, ballet de Tchaïkovsky
- 1994 : La Bayadère, ballet de Noureev
- 1995 : Roméo et Juliette, ballet de Noureev
- 1996 : Giselle, ballet d'Adolphe Adam
- 1997 : Lucia di Lamermoor, de Donizetti, Chorégies d'Orange
- 1997 : L'Enlèvement au Sérail de Mozart
- 1998 : Boris Godounov de Moussorgsky
- 1999 : Les Noces de Figaro, de Lorenzo da Ponte
- 1999 : L'Atelier, de Jean-Claude Grumberg
- 1999 : La Damnation de Faust, de Berlioz, Vienna TV Award 2000, 1er Prix dans sa catégorie et 1er Prix toutes catégories
- 1999 : Casse-Noisettes, ballet de Tchaïkovsky
- 2000 : Les Troyens, de Berlioz
- 2001 : Othello, de Verdi

### Adaptations théâtrales
- 1978 : Le Sacrifice, d'après une nouvelle de Romi
- 1980 : La Cantatrice chauve, mise en scène par Daniel Benoin

### Documentaires
- 1983 : Arletty Acte I et Arletty Acte II avec Jean-Marc Loubier.

### Événements
- 6 avril 1974 : avec Roger Benamou, la cérémonie d'hommage au président Georges Pompidou à Notre-Dame de Paris.
- 1995 : débat télévisé du second tour de l'élection présidentielle où il filme Jacques Chirac.

## Récompenses
- 1963 : Merit Award Guild of Producers an Directors of Television London pour En direct de l'Aiguille du Midi[réf. nécessaire].
- 1963 : prix du meilleur Scopitone pour Twist SNCF (Mme Davis-Boyer étant membre du jury)
- 1967 : prix Ondas pour son émission Arc-en-ciel, une émission inaugurale dans laquelle est diffusée un lâcher de parachutistes en direct de Biscarosse.
- 1993 : Prix Alta pour Roméo et Juliette de Preljocaj
- 1999 : ViennaTV2000, 1er Prix dans sa catégorie et 1er Prix toutes catégories pour La Damnation de Faust